# Второй дивизион чемпионата мира по хоккею с шайбой среди молодёжных команд 2026
Чемпионат мира по хоккею с шайбой среди молодёжных команд 2026 года во II-м дивизионе — предстоящее спортивное соревнование по хоккею с шайбой под эгидой ИИХФ, которое планируется  с 4 по 10 января 2026 года в столице Румынии Бухаресте в группе А, и с 18 по 24 января 2026 года в третий раз подряд в столице Сербии Белграде в группе В.

## Регламент
По итогам турнира в группе А: команда, занявшая первое место, получает право играть в группе В первого дивизиона чемпионата мира 2027 года, а команда, занявшая последнее место, переходит в группу B.
По итогам турнира в группе B: команда, занявшая первое место, получает право играть в группе А, а команда, занявшая последнее место, переходит в третий дивизион чемпионата мира 2027 года.

## Итоги

### Группа A
- Сборная  вышла в группу В первого дивизиона ЧМ 2027
- Сборная  вылетела в группу В второго дивизиона ЧМ 2027

### Группа В
- Сборная  вышла в группу А второго дивизиона ЧМ 2027
- Сборная  вылетела в группу А третьего дивизиона ЧМ 2027

## Участвующие команды
В чемпионате должны принять участие 12 национальных команд — девять из Европы и две — из Азии и одна из Австралии. Сборная Хорватии пришла из первого дивизиона, а Израиля перешла из третьего дивизиона, остальные — с турнира второго дивизиона 2025 года.

### Группа А
| Сборная          | Квалификация                                                                 |
| ---------------- | ---------------------------------------------------------------------------- |
| Республика Корея | Заняла 6-е место в группе В первого дивизиона в 2025 году и вылетела оттуда  |
| Румыния          | Хозяева, заняла 2-е место в группе А второго дивизиона в 2025 году           |
| Хорватия         | Заняла 3-е место в группе А второго дивизиона в 2025 году                    |
| Великобритания   | Заняла 4-е место в группе A второго дивизиона в 2025 году                    |
| Китай            | Заняла 5-е место в группе А второго дивизиона в 2025 году                    |
| Испания          | Заняла 1-е место в группе B второго дивизиона и поднялась оттуда в 2025 году |

### Группа В
| Сборная        | Квалификация                                                                |
| -------------- | --------------------------------------------------------------------------- |
| Нидерланды     | Заняла 6-е место в группе А второго дивизиона в 2025 году и вылетела оттуда |
| Израиль        | Заняла 2-е место в группе B второго дивизиона в 2025 году                   |
| Сербия         | Хозяева, заняла 3-е место в группе B второго дивизиона в 2025 году          |
| Австралия      | Заняла 4-е место в группе B второго дивизиона в 2025 году                   |
| Исландия       | Заняла 5-е место в группе B второго дивизиона в 2025 год                    |
| Новая Зеландия | Заняла 1-е место в третьем дивизионе и поднялась оттуда в 2025 году         |